# Pierre Aristouy
Pierre Aristouy (Mont-de-Marsan, 30 dicembre 1979) è un allenatore di calcio ed ex calciatore francese, di ruolo attaccante.

## Carriera

### Calciatore

#### Nantes e prestito al Grenoble
Nato a Mont-de-Marsan, inizia a giocare a calcio al Nantes, voluto fortemente da Guy Hillion, il quale lo convinse a non unirsi al Bordeaux con una telefonata. Cresciuto quindi fra le giovanili della squadra bretone, nel 1997 viene aggregato in seconda squadra mentre il 24 ottobre 1999 debutta in prima squadra nella sconfitta di Division 1 per 3-2 contro lo Strasburgo, subentrando a Sébastien Piocelle.
Conclude poi la stagione con altre 3 presenze (Monaco, Troyes, Rennes), vincendo, seppur non giocando, la coppa e la supercoppa nazionale.
La stagione successiva, diviso tra prima e seconda squadra, riesce a racimolare altre presenze, tra cui il debutto nelle competizioni europee il 26 ottobre 2000 contro l'MTK Budapest (vittoria 2-1) in Coppa UEFA, assistendo nell'occasione Stéphane Ziani per il gol del momentaneo 1-1.
Conclusa anche questa stagione con solo due presenze e la vittoria da comprimario del campionato, nella stagione seguente debutta anche in UEFA Champions League contro il Galatasaray, gara valida per la fase a gironi della suddetta competizione.
Nel luglio 2002 lascia il Nantes dopo otto anni, venendo acquistato a titolo temporaneo dal Grenoble.
Debutta con il nuovo club e in Ligue 2 alla prima occasione utile, il 3 agosto contro il Saint-Étienne (vittoria 1-0); mentre trova la prima rete appena sette giorni dopo contro lo Wasquehal.
Tornato dal prestito, totalizza altre sei presenze con il Nantes (4 in campionato, 1 in Coppa di Francia, 1 in Coupe de la Ligue).

#### Dalla terza alla quinta serie: Aviron Bayonnais, Entente, Pau e Stade Montois
Alla fine di giugno 2004, Aristouy lascia il Nantes trasferendosi al Aviron Bayonnais prima e all'Entente SSG dopo.
Nell'estate 2006 si trasferisce al Pau, con cui debutta in Championnat National (terza serie) il 5 agosto 2006 contro il Sète.
Dopo un inizio difficile, il 14 ottobre segna i primi dei suoi undici gol stagionali, segnando una doppietta in occasione della vittoria i trasferta per 0-2 contro il Nîmes.
Rivelatosi un punto di riferimento fondamentale per il club, la stagione successiva viene nominato capitano de les béarnais. Nell'arco della sua seconda stagione realizza altre sei reti, tuttavia sono insufficienti per garantire la permanenza del Pau in Championnat National.
La stagione successiva in Championnat de France amateur torna in doppia cifra, segnando 12 reti totali, tuttavia a fine stagione rimane svincolato.
Nel 2010, infine, si trasferisce nel club della sua città natia lo Stade Montois, dove gioca fino al suo ritiro dall'attività agonistica nel 2013.

### Allenatore

#### Stade Montois e Nantes 2
Ritiratosi, dopo appena un anno torna allo Stade Montois, stavolta in qualità di allenatore.
In tre stagioni ottiene progressivamente dei buoni risultati con il club giallonero, sfiorando la qualificazione in Championnat National nel 2016-2017, concluso al secondo posto.
Il 31 maggio 2017 fa ritorno al Nantes, venendo nominato allenatore della seconda squadra, appena retrocessa in Championnat National 3.
Nel giro di quattro anni riesce a conquistare due promozioni con il club bretone: 2018 in Championnat National 2 e 2019 in Championnat National.

#### Nantes: Under-19 e prima squadra
Nell'estate 2021 viene nominato allenatore dell'Under-19, vincendo nell'annata d'esordio il campionato nazionale di categoria e, di conseguenza, l'accesso alla UEFA Youth League.
La stagione seguente, guida i canarini nella massima competizione europea giovanile, tuttavia dopo aver battuto il P'yownik, vengono eliminati dell'Hibernian.
Il 9 maggio 2023, in contemporanea con la rescissione consensuale del contratto di Antoine Kombouaré, viene nominato allenatore ad interim della prima squadra per le ultime quattro gare di campionato. Pochi giorni dopo, il 14 maggio, debutta sulla panchina dei canarini con un pareggio a reti inviolate contro il Tolosa.
Dopo aver perso le successive due gare, trova la prima vittoria con il Nantes all'ultima giornata contro l'Angers, decisiva per la salvezza dei gialloverdi.
Il 15 giugno 2023 viene confermato come allenatore della prima squadra firmando un contratto biennale, tuttavia il 29 novembre successivo viene sollevato dal proprio incarico.

## Statistiche

### Presenze e reti nei club
Statistiche aggiornate al 1º luglio 2013.
| Stagione             | Squadra              | Campionato           | Campionato | Campionato | Coppe nazionali | Coppe nazionali | Coppe nazionali | Coppe continentali | Coppe continentali | Coppe continentali | Altre coppe | Altre coppe | Altre coppe | Totale | Totale |
| Stagione             | Squadra              | Comp                 | Pres       | Reti       | Comp            | Pres            | Reti            | Comp               | Pres               | Reti               | Comp        | Pres        | Reti        | Pres   | Reti   |
| -------------------- | -------------------- | -------------------- | ---------- | ---------- | --------------- | --------------- | --------------- | ------------------ | ------------------ | ------------------ | ----------- | ----------- | ----------- | ------ | ------ |
| 1997-1998            | Nantes 2             | CFA                  | 1          | 1          |                 | -               | -               |                    | -                  | -                  |             | -           | -           | 1      | 1      |
| 1998-1999            | Nantes 2             | CFA                  | 1          | 0          |                 | -               | -               |                    | -                  | -                  |             | -           | -           | 1      | 0      |
| 1999-2000            | Nantes 2             | CFA                  | 1          | 1          |                 | -               | -               |                    | -                  | -                  |             | -           | -           | 1      | 1      |
| 2000-2001            | Nantes 2             | CFA2                 | 2          | 2          |                 | -               | -               |                    | -                  | -                  |             | -           | -           | 2      | 2      |
| Totale Nantes 2      | Totale Nantes 2      | Totale Nantes 2      | 5          | 4          |                 | -               | -               |                    | -                  | -                  |             | -           | -           | 5      | 4      |
| 1999-2000            | Nantes               | D1                   | 4          | 0          | CF+CdL          | 0+0             | 0               | CU                 | -                  | -                  | SF          | -           | -           | 4      | 0      |
| 2000-2001            | Nantes               | D1                   | 1          | 0          | CF+CdL          | 0+0             | 0               | CU                 | 1                  | 0                  | SF          | -           | -           | 2      | 0      |
| 2001-2002            | Nantes               | D1                   | 2          | 0          | CF+CdL          | 0+0             | 0               | UCL                | 1                  | 0                  | SF          | 0           | 0           | 3      | 0      |
| 2002-2003            | Grenoble             | L2                   | 19         | 1          | CF+CdL          | 0+0             | 0               |                    | -                  | -                  |             | -           | -           | 19     | 1      |
| 2003-2004            | Nantes               | L1                   | 4          | 0          | CF+CdL          | 1+1             | 0               | Int.               | -                  | -                  |             | -           | -           | 6      | 0      |
| Totale Nantes        | Totale Nantes        | Totale Nantes        | 11         | 0          |                 | 2               | 0               |                    | 2                  | 0                  |             | -           | -           | 15     | 0      |
| 2004-2005            | Aviron Bayonnais     | N                    | 34         | 9          | CF+CdL          | 0+0             | 0               |                    | -                  | -                  |             | -           | -           | 34     | 9      |
| 2005-2006            | Entente SSG          | N                    | 26         | 10         | CF+CdL          | 1+0             | 0               |                    | -                  | -                  |             | -           | -           | 27     | 10     |
| 2006-2007            | Pau                  | N                    | 26         | 11         | CF+CdL          | 0+0             | 0               |                    | -                  | -                  |             | -           | -           | 26     | 11     |
| 2007-2008            | Pau                  | N                    | 26         | 6          | CF+CdL          | 0+0             | 0               |                    | -                  | -                  |             | -           | -           | 26     | 6      |
| 2008-2009            | Pau                  | CFA                  | 31         | 12         | CF+CdL          | 0+0             | 0               |                    | -                  | -                  |             | -           | -           | 26     | 6      |
| Totale Pau           | Totale Pau           | Totale Pau           | 83         | 29         |                 | 0               | 0               |                    | -                  | -                  |             | -           | -           | 83     | 29     |
| 2010-2011            | Stade Montois        | CFA2                 | 12         | 9          | CF+CdL          | 0+0             | 0               |                    | -                  | -                  |             | -           | -           | 12     | 9      |
| 2011-2012            | Stade Montois        | CFA                  | 27         | 10         | CF+CdL          | 1+0             | 0               |                    | -                  | -                  |             | -           | -           | 28     | 10     |
| 2012-2013            | Stade Montois        | CFA                  | 0          | 0          | CF+CdL          | 0+0             | 0               |                    | -                  | -                  |             | -           | -           | 0      | 0      |
| Totale Stade Montois | Totale Stade Montois | Totale Stade Montois | 39         | 19         |                 | 1               | 0               |                    | -                  | -                  |             | -           | -           | 40     | 19     |
| Totale carriera      | Totale carriera      | Totale carriera      | 217        | 72         |                 | 4               | 0               |                    | 2                  | 0                  |             | -           | -           | 223    | 72     |

### Statistiche da allenatore
Statistiche aggiornate al 29 novembre 2023. In grassetto le competizioni vinte.
| Stagione             | Squadra              | Campionato           | Campionato | Campionato | Campionato | Campionato | Coppe nazionali | Coppe nazionali | Coppe nazionali | Coppe nazionali | Coppe nazionali | Coppe continentali | Coppe continentali | Coppe continentali | Coppe continentali | Coppe continentali | Altre coppe | Altre coppe | Altre coppe | Altre coppe | Altre coppe | Totale | Totale | Totale | Totale | % Vittorie | Piazzamento |
| Stagione             | Squadra              | Comp                 | G          | V          | N          | P          | Comp            | G               | V               | N               | P               | Comp               | G                  | V                  | N                  | P                  | Comp        | G           | V           | N           | P           | G      | V      | N      | P      | % Vittorie | Piazzamento |
| -------------------- | -------------------- | -------------------- | ---------- | ---------- | ---------- | ---------- | --------------- | --------------- | --------------- | --------------- | --------------- | ------------------ | ------------------ | ------------------ | ------------------ | ------------------ | ----------- | ----------- | ----------- | ----------- | ----------- | ------ | ------ | ------ | ------ | ---------- | ----------- |
| 2014-2015            | Stade Montois        | CFA                  | 17         | 6          | 4          | 7          | -               | -               | -               | -               | -               | -                  | -                  | -                  | -                  | -                  | -           | -           | -           | -           | -           | 17     | 6      | 4      | 7      | 35,29      | Sub. 9º     |
| 2015-2016            | Stade Montois        | CFA                  | 28         | 12         | 7          | 9          | -               | -               | -               | -               | -               | -                  | -                  | -                  | -                  | -                  | -           | -           | -           | -           | -           | 28     | 12     | 7      | 9      | 42,86      | 5º          |
| 2016-2017            | Stade Montois        | CFA                  | 30         | 14         | 9          | 7          | -               | -               | -               | -               | -               | -                  | -                  | -                  | -                  | -                  | -           | -           | -           | -           | -           | 30     | 14     | 9      | 7      | 46,67      | 2º          |
| Totale Stade Montois | Totale Stade Montois | Totale Stade Montois | 75         | 32         | 20         | 23         |                 | -               | -               | -               | -               |                    | -                  | -                  | -                  | -                  |             | -           | -           | -           | -           | 75     | 32     | 20     | 23     | 42,67      |             |
| 2017-2018            | Nantes 2             | N3                   | 26         | 17         | 5          | 4          | -               | -               | -               | -               | -               | -                  | -                  | -                  | -                  | -                  | -           | -           | -           | -           | -           | 26     | 17     | 5      | 4      | 65,38      | 1º (prom.)  |
| 2018-2019            | Nantes 2             | N2                   | 30         | 15         | 10         | 5          | -               | -               | -               | -               | -               | -                  | -                  | -                  | -                  | -                  | -           | -           | -           | -           | -           | 30     | 15     | 10     | 5      | 50,00      | 1º          |
| 2019-2020            | Nantes 2             | N2                   | 21         | 6          | 10         | 5          | -               | -               | -               | -               | -               | -                  | -                  | -                  | -                  | -                  | -           | -           | -           | -           | -           | 21     | 6      | 10     | 5      | 28,57      | 9º          |
| 2020-2021            | Nantes 2             | N2                   | 9          | 2          | 4          | 3          | -               | -               | -               | -               | -               | -                  | -                  | -                  | -                  | -                  | -           | -           | -           | -           | -           | 9      | 2      | 4      | 3      | 22,22      | 10º         |
| Totale Nantes 2      | Totale Nantes 2      | Totale Nantes 2      | 86         | 40         | 29         | 17         |                 | -               | -               | -               | -               |                    | -                  | -                  | -                  | -                  |             | -           | -           | -           | -           | 86     | 40     | 29     | 17     | 46,51      |             |
| mag.-giu. 2023       | Nantes               | L1                   | 4          | 1          | 1          | 2          | CF              | -               | -               | -               | -               | UEL                | -                  | -                  | -                  | -                  | SF          | -           | -           | -           | -           | 4      | 1      | 1      | 2      | 25,00      | Sub. 16º    |
| lug.-nov. 2023       | Nantes               | L1                   | 13         | 4          | 3          | 6          | CF              | 0               | 0               | 0               | 0               | -                  | -                  | -                  | -                  | -                  | -           | -           | -           | -           | -           | 13     | 4      | 3      | 6      | 30,77      | Eson.       |
| Totale Nantes        | Totale Nantes        | Totale Nantes        | 17         | 5          | 4          | 8          |                 | 0               | 0               | 0               | 0               |                    | -                  | -                  | -                  | -                  |             | -           | -           | -           | -           | 17     | 5      | 4      | 8      | 29,41      |             |
| Totale carriera      | Totale carriera      | Totale carriera      | 178        | 77         | 53         | 48         |                 | 0               | 0               | 0               | 0               |                    | -                  | -                  | -                  | -                  |             | -           | -           | -           | -           | 178    | 77     | 53     | 48     | 43,26      |             |

## Palmarès

### Giocatore

#### Competizioni nazionali
- Campionato francese: 1

Nantes: 2000-2001
- Coppa di Francia: 1

Nantes: 1999-2000
- Supercoppa francese: 2

Nantes: 1999, 2001

### Allenatore

#### Competizioni nazionali
- Championnat National 3: 1

Nantes: 2017-2018
- Championnat National 2: 1

Nantes: 2018-2019 (gruppo C)

#### Competizioni giovanili
- Championnat National U19: 1

Nantes: 2021-2022